# Milano-Modena 1952
La Milano-Modena 1952, edizione non ufficiale della corsa, si svolse il 10 agosto 1952 su un percorso di 250 km. La vittoria fu appannaggio dell'italiano Antonio Bevilacqua, che completò il percorso in 6h15'00", alla media di 40,000 km/h, precedendo i connazionali Angelo Conterno e Alfo Ferrari. Tuttavia questa edizione viene ritenuta valida come prima edizione della Milano-Vignola.

## Ordine d'arrivo (Top 10)
| Pos. | Corridore          | Squadra         | Tempo    |
| ---- | ------------------ | --------------- | -------- |
| 1    | Antonio Bevilacqua | Benotto         | 6h15'00" |
| 2    | Angelo Conterno    | Fréjus          | s.t.     |
| 3    | Alfo Ferrari       | Fréjus          | s.t.     |
| 4    | Nedo Logli         | Welter          | s.t.     |
| 5    | Vincenzo Rossello  | Arbos           | s.t.     |
| 6    | Armando Barducci   | Fréjus          | s.t.     |
| 7    | Nino Defilippis    | Legnano         | s.t.     |
| 8    | Luigi Casola       | Atala           | s.t.     |
| 9    | Luciano Chiti      | G.S. Luconi     | s.t.     |
| 10   | Ennio Odino        | Bianchi-Pirelli | s.t.     |